# Bisalla
Bisalla (nep. बिसल्ला) – gaun wikas samiti w zachodniej części Nepalu w strefie Bheri w dystrykcie Dailekh. Według nepalskiego spisu powszechnego z 2011 roku liczył on 1195 gospodarstw domowych i 6707 mieszkańców (3409 kobiet i 3298 mężczyzn).